# سی‌با
سی‌با (انگلیسی: Ciba) شرکت صنایع شیمیایی سوئیسی است، که در سال ۱۹۹۷ تأسیس شد.